# .22 Long Rifle
El .22 Long Rifle  (o 5.6×15mmR en sistema métrico) es un cartucho de percusión anular y pequeño calibre para pistola y carabina usado sobre todo en el tiro deportivo. Tiene un diámetro de 0.22 pulgadas.

## Desarrollo
Desarrollado en 1887 por la empresa estadounidense J. Stevens Arms, originalmente usaba pólvora negra pero a comienzos del siglo XX se fabricó con nitropólvora. En ese mismo año todavía muchos fabricantes de cartuchos buscaban hacer un cartucho más potente que el .22 Long de 1871, por lo que en 1880 se desarrolló el .22 Extra Long y fue en 1887 cuando J. Steven Arms combinó la vaina del .22 Long con la bala de 40 granos del .22 Extra Long para crear el .22 Long Rifle. La versión "alta velocidad" de Remington apareció en 1930. Con el paso de los años ha sido el cartucho con más desarrollos y versionado.
La popularidad de este cartucho se debe a que es barato, genera poco retroceso y hace poco ruido. Este cartucho es tan popular que incluso existen kits de conversión para AR-15, M1911 y Glock 25 entre muchas otras armas cuyo kit incluye un cañón, un cargador con entrada especial y aditamentos de cerrojo.

## Prestaciones
Debido a su bajo precio, casi nulo retroceso y buena precisión es un cartucho de tiro deportivo muy popular. Con balas de punta hueca a veces se usa para la caza menor.
Su uso en defensa personal es escaso debido a que salvo impactos en zonas particularmente sensibles o vitales no es frecuente que derribe al blanco de un disparo (y es muy posible que ni de varios) hasta que la pérdida de sangre u otras complicaciones de la herida lo hagan; esto no significa que las heridas no sean graves ni letales sino que el poder de detención es escaso.
Se usa sobre todo en armas muy pequeñas y ligeras ya que su pequeño tamaño y poco retroceso lo hacen adecuado para ellas. En el caso de ser usado en defensa personal normalmente se utilizan versiones de punta expansiva para aumentar el poder de detención, como es el caso de las balas de punta hueca. Algunas fuerzas especiales la utilizan debido a su portabilidad, precisión y relativo bajo sonido de explosión, se sabe que servicios de inteligencia y fuerzas de élite utilizan armas en este calibre, la CIA utilizó durante mucho tiempo la Hi-Standard HD y  posteriormente la Ruger MK II, el Mossad y el MI6 tiene como pistola de servicio de campo la Beretta 70 y la SI hace uso de Bersa Thunder 22.
Agentes del Mossad han utilizado Beretta 70 silenciadas en este calibre para varios asesinatos durante la Operación Cólera de Dios.
La versión estándar dispara una bala de 2,6 gramos a 330 m/s. a 300 m de distancia y desarrolla 141 Julios. Pese a esto existen distintas versiones que se basan en la velocidad de la bala:
- Subsónico menor a 335 m/s
- Velocidad estándar de 335 a 365 m/s
- Alta velocidad de 365 a 400 m/s
- Hyper velocidad superior a 400 m/s

Existen muchas versiones en el mundo, esto se debe a que cada empresa comercializa sus propias versiones del cartucho con el mismo nombre: por ejemplo los cartuchos de alta velocidad de Ci y Águila (no van a tener la misma velocidad pero si el mismo peso o viceversa).
Una de las polémicas más controvertidas es la confusión entre el .22 Long y el .22 Long Rifle, que aunque tengan la misma vaina siempre va a variar la altura total ya que el .22 LR tiene 25mm y el .22 Long 22.5mm. El peso tampoco importa entre un .22 Long y un .22 Long Rifle.
Existe el caso del SSS Sniper Subsonic de Águila que tiene la vaina de un .22 Corto, pero eso lo compensa con la longitud de la bala que le da la longitud total de un .22 LR, o el caso del .22 LR Colibri y Super Colibri de Águila que a pesar de tener una vaina un poco más larga y una bala de 20 granos se considera un .22 Long Rifle.
Existen tantas versiones que incluso hay cartuchos como el mostacilla de Ci que dispara perdigones de plomo como si fuese una escopeta o que solo usan fulminante o cebador; estas versiones son denominadas "CB".
La producción anual se estima en 2.500 millones de cartuchos.

## Imágenes

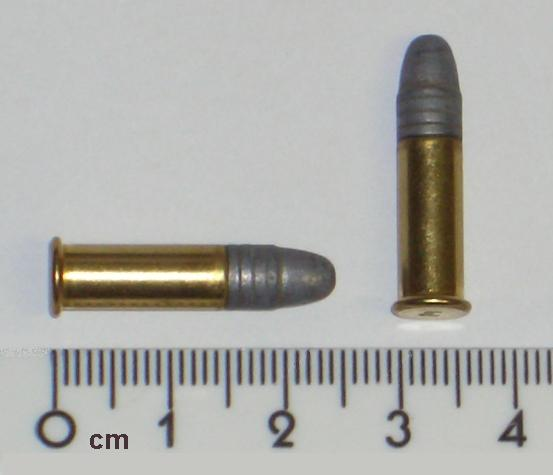
Estándar
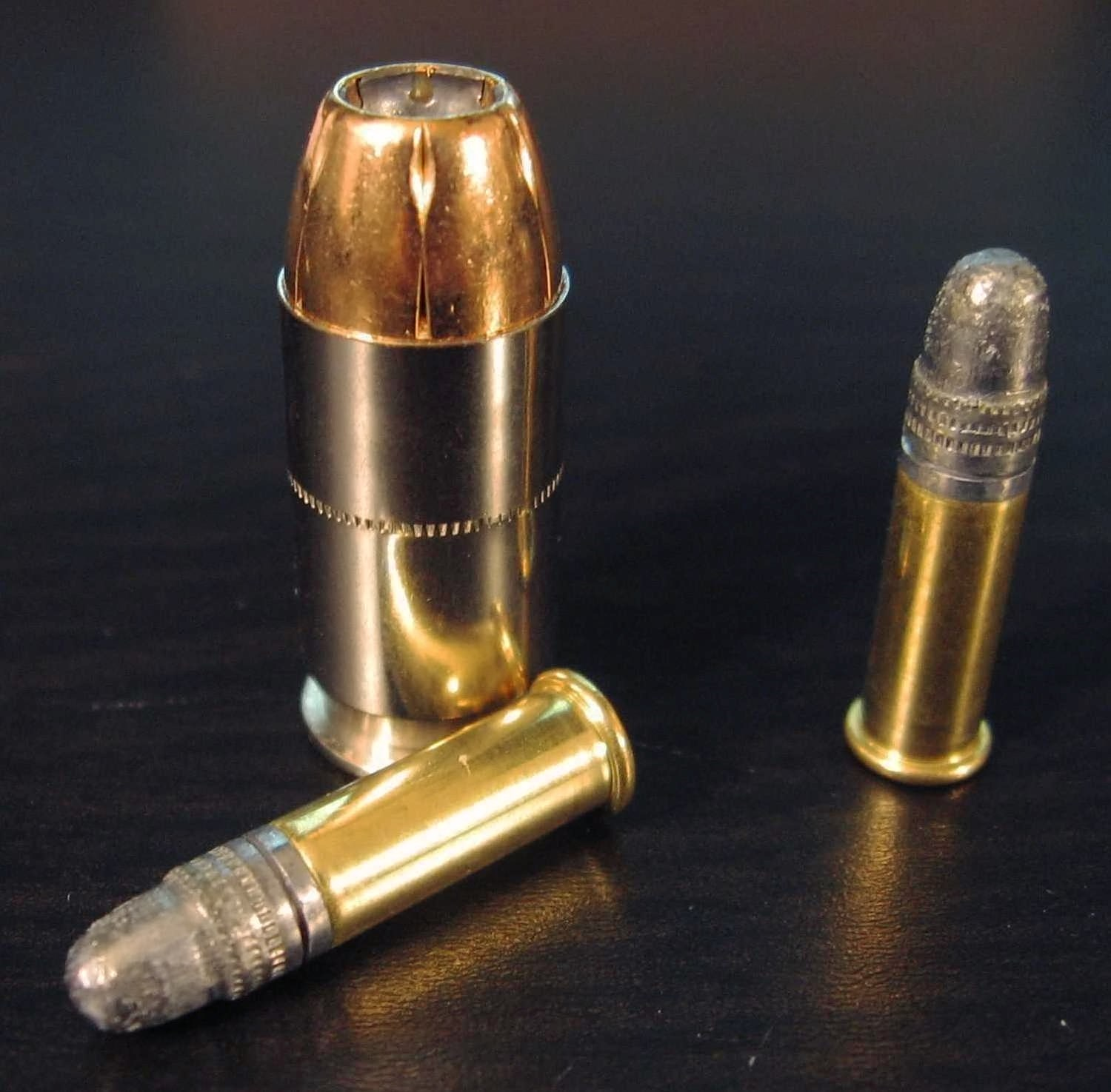
Dos cartuchos .22 LR comparados con un .45 ACP
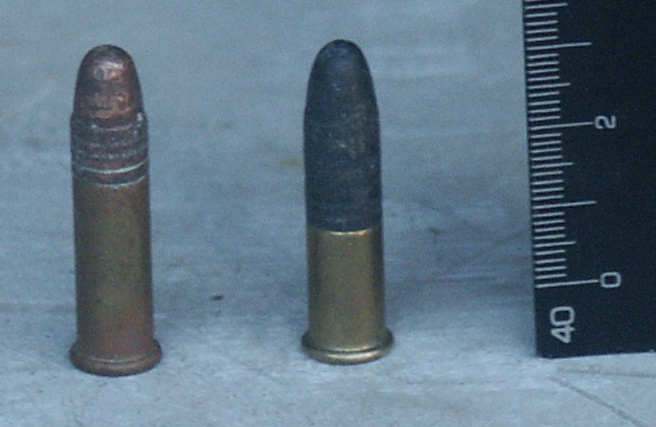
Águila SSS Sniper Subsonic (derecha) junto a .22 LR (izquierda)
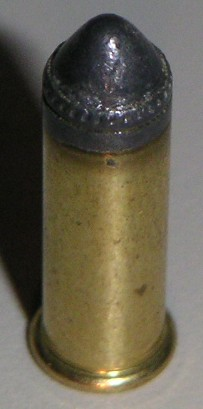
Águila Súper Colibrí
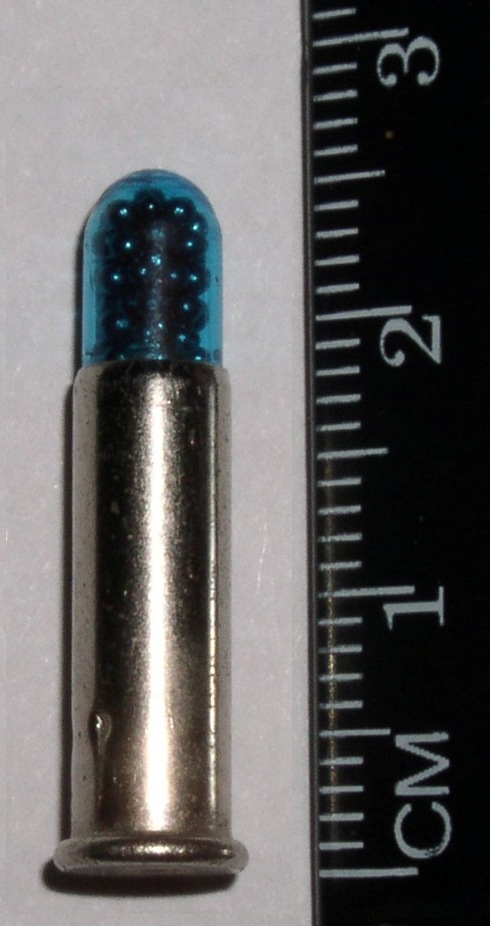
Ci Mostacilla
Dimensiones del .22 Long rifle maximum CIP. Todas las medidas en mm
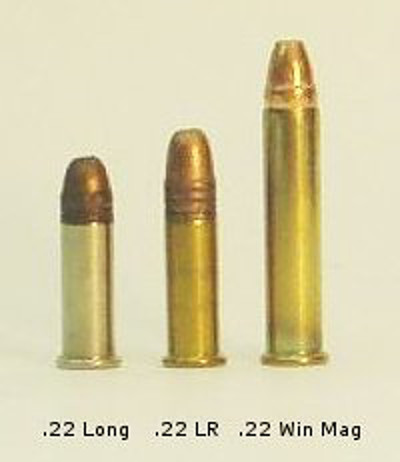
Comparación de cartuchos .22 Long, .22 Long Rifle y .22 Winchester Magnum